# Orthosphinctes
Orthosphinctes es un género de ammonites perteneciente al orden Ammonitida familia Ataxioceratidae.
Vivieron en el período Jurásico tardío, en la era kimmeridgiana, que ocurrió hace 155,7-152,1 millones de años. Estos ammonoides con cáscara eran nectónicos, de rápido movimiento y carnívoros.

## Distribución de fósiles
Jurásico de Argelia, Francia, India, Irán, Italia, Madagascar, España, Yemen.

## Galería

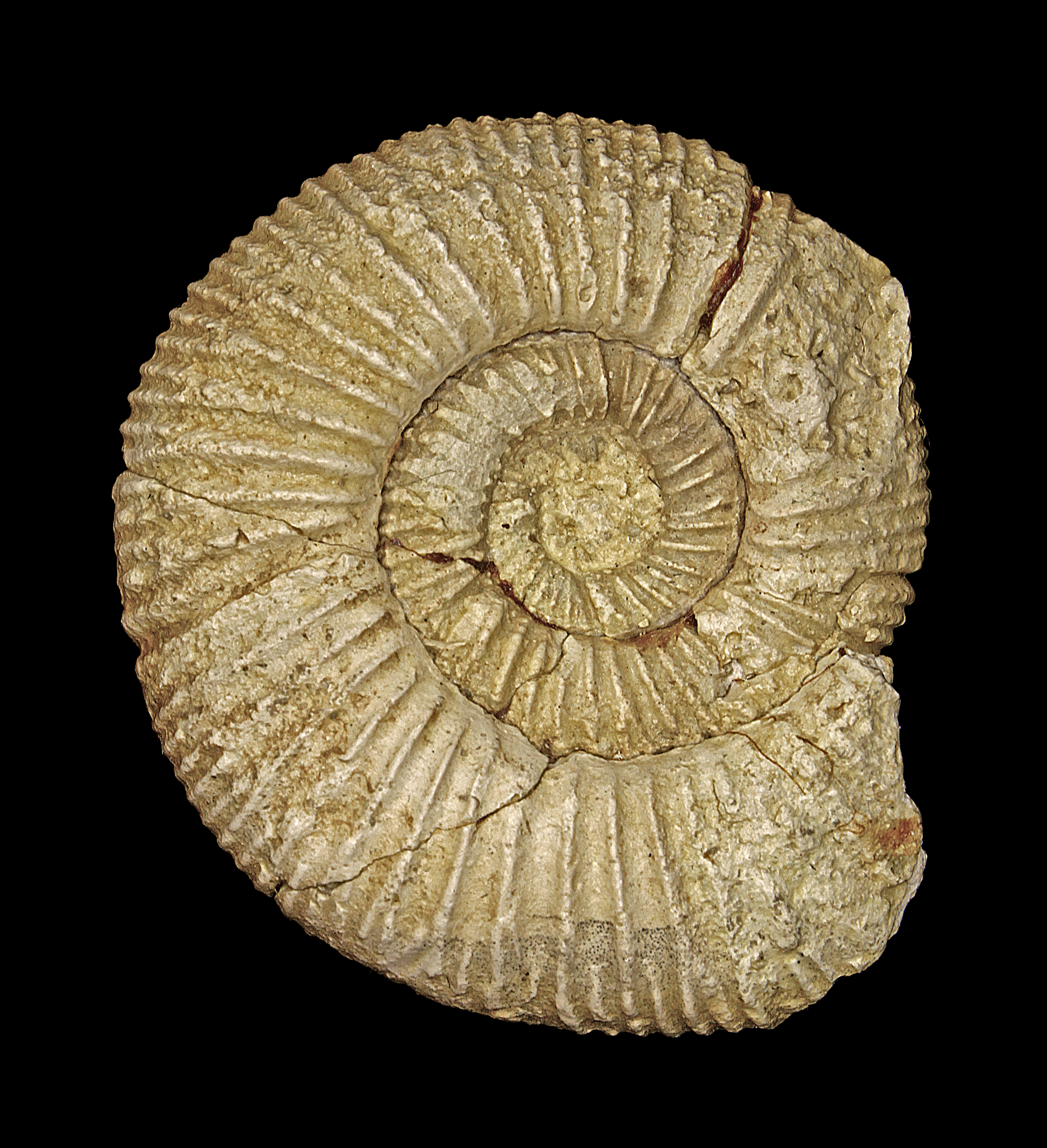
Orthosphinctes colubrinus , desde el monte Lochen cerca de Balingen, Alemania.
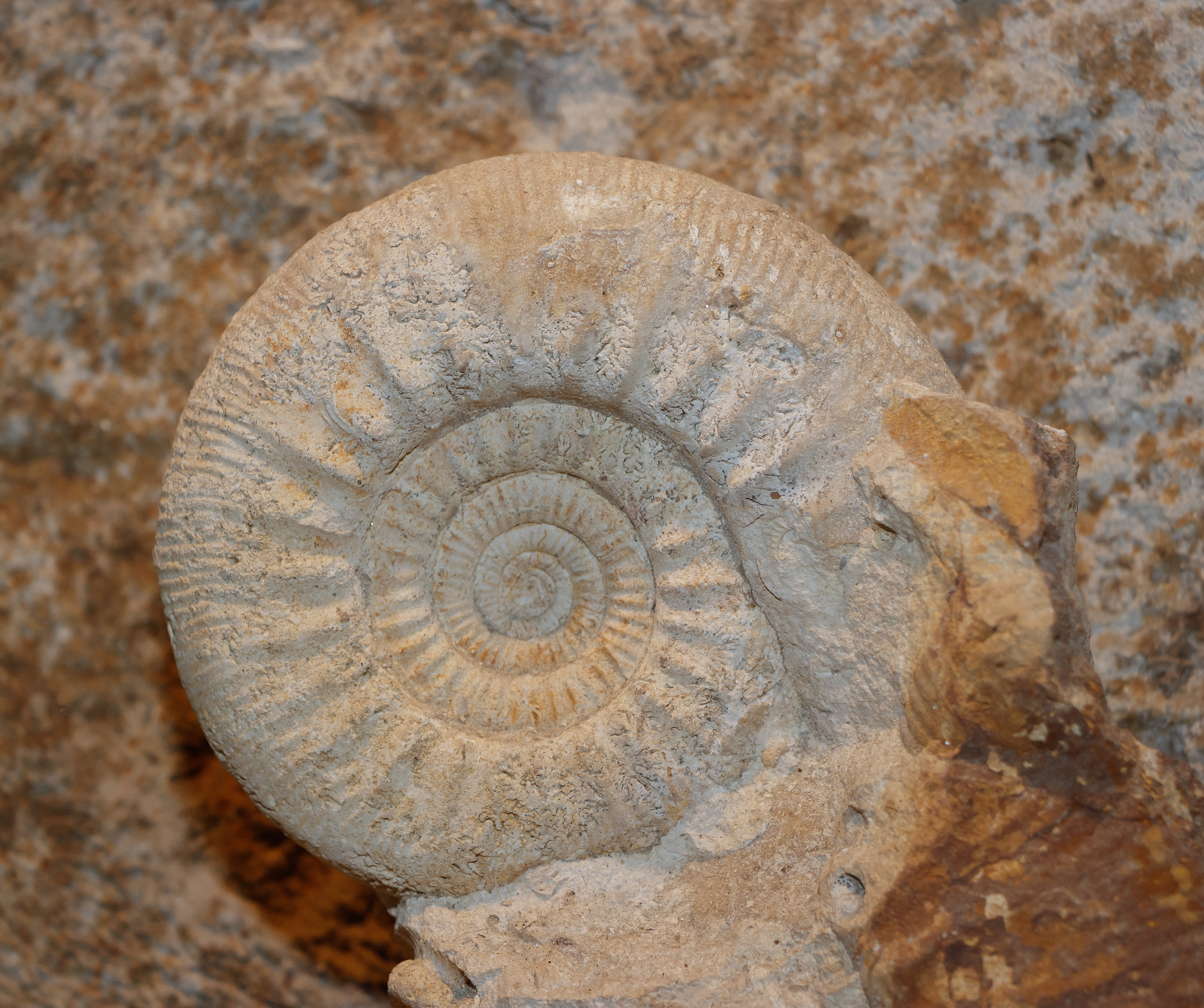
Orthosphinctes pseudoachilles, desde Treuchtlingen, Alemania